# Henry Howard (peintre)
Pour les articles homonymes, voir Henry Howard et Howard.
Henry Howard, né à Londres le 31 janvier 1769 et mort à Oxford le 5 octobre 1847, est un peintre britannique, surtout connu pour des portraits et des scènes historiques. Il est membre de la Royal Academy.
Il a produit des dessins pour la Society of Engravers vers 1802.